# Vranaïta
La vranaïta és un mineral de la classe dels silicats.

## Característiques
La vranaïta és un silicat de fórmula química Al₁₆B₄Si₄O₃₈. Va ser aprovada com a espècie vàlida per l'Associació Mineralògica Internacional l'any 2015. Cristal·litza en el sistema monoclínic. Es troba en forma de prismes subparal·lels, de fins a 100 micròmetres de llarg, fent intercreixements. És un mineral relacionat amb la boralsilita i la boromullita. És un producte de la descomposició de l'espodumena. La seva estructura està formada per: cadenes de octàedres AlO₆, paral·lels a [010], reticulades per grups de disilicats; grups BO₃ triangulars; cadenes amb AlO₄ i dos poliedres AlO₅; ocupada parcialment per un poliedre BO₄.

## Formació i jaciments
Va ser descoberta a Manjaka, a la vall de Sahatany, a la regió de Vakinankaratra (Província d'Antananarivo, Madagascar). Sol trobar-se associada a altres minerals com l'albita i altres espècies del grup del feldespat. Es tracta de l'únic indret on ha estat trobada aquesta espècie mineral.